# صفيحة معامدة للعظم الغربالي
الصفيحة المعامدة للعظم الغربالي (بالإنجليزية: Perpendicular plate of ethmoid bone)‏ هو القسم العمودي من العظم الغربالي يساهم في تشكيل الجدار الإنسي لجوف الأنف. يتشكل في ذروته (باتجاه جوف القحف) نتوء عظمي هو عرف الديك.

## صور إضافية

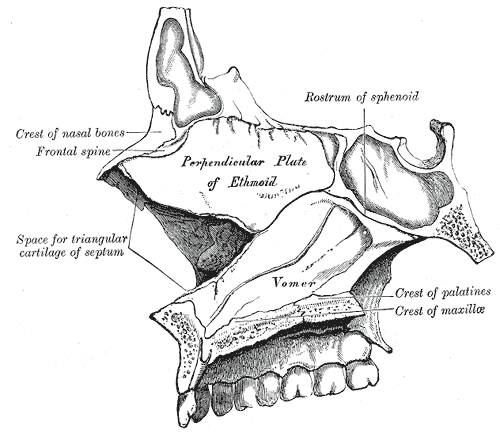
Medial wall of left nasal fossa.
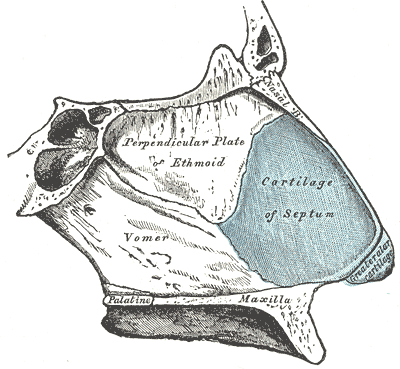
Bones and cartilages of septum of nose. Right side.